# Millionaires Express
Millionaires Express (títol xinès a Hong Kong: 富貴列車; pinyin: Foo Gwai Lit Che), també coneguda com a Shanghai Express, és una pel·lícula d'aventures i d'acció dirigida per Sammo Hung.

## Argument
Ching Fong-Tin és un paio, assetjat per un agent que el vol capturar, que vol obrir un negoci amb les seves noies de la vida en un petita localitat però ha de pagar els deutes i se li ocorre forçar un que un tren de Xangai, ple de gent rica, s'aturi a l'estació abandonada per obligar els passatgers a sojornar al seu local. Però diversos grups estan interessats en el tren: una banda de lladres, una colla d'expolicies (perseguits per un grup de bombers que han de fer les funcions de les forces de l'ordre). I uns occidentals ambiciosos i uns japonesos que tenen un mapa relacionat amb un tresor cultural xinès. El caos està assegurat en aquest film barreja se western, arts marcials i molt d'humor.

## Repartiment
Protagonistes principals:
- Sammo Hung: Fong-Tin Ching
- Rosamund Kwan: Chi que estima Fong-Tin
- Yuen Biao: Tsao Cheuk Kin, cap dels bombers
- Olivia Cheng: Siu-Hon, del grup d'amigues de Fong-Tin
- Emily Chu: Bo, del grup d'amiguetes
- Richard Ng: Han
- Kenny Bee: Fook Loi
- Richard Norton: bandit
- Cynthia Rothrock: bandida
- Yuen Wah: policia